# Football Club Halifax Town
Il Football Club Halifax Town è un club calcistico di Halifax (West Yorkshire), nel Regno Unito, affiliato alla Football Association e alla Football League. Fondato nel 2008, esso sorse sulle ceneri del preesistente Halifax Town A.F.C., fallito proprio in quello stesso anno per insolvenza agli obblighi fiscali.

## Storia
Il club non ha mai militato al di sopra della National League (quinta divisione inglese); ha conquistato la sua prima promozione in tale categoria vincendo i play-off di Conference North nel campionato 2012-2013. Dopo tre stagioni è retrocesso nuovamente in sesta divisione, conquistando un altro terzo posto in questa categoria nel campionato 2016-2017 (eguagliando così quanto fatto nel campionato 2011-2012), nel quale vincendo nuovamente i play-off è tornato in quinta divisione. Nella stagione 2015-2016, ovvero quella della retrocessione dalla quinta alla sesta divisione, il club ha inoltre vinto un FA Trophy.

## Palmarès

### Competizioni nazionali
- FA Trophy: 2

2015-2016, 2022-2023
- Northern Premier League: 1

2010-2011

### Competizioni regionali
- Northern Premier League Division One North: 1

2009-2010
- West Riding County Cup: 1

2012-2013

## Rosa 2015-2016
| N. |                                 | Ruolo | Calciatore        |
| -- | ------------------------------- | ----- | ----------------- |
| 1  | Inghilterra (bandiera)          | P     | Jordan Porter     |
| 2  | Inghilterra (bandiera)          | D     | James Bolton      |
| 3  | Inghilterra (bandiera)          | D     | Scott McManus     |
| 4  | Inghilterra (bandiera)          | C     | Kingsley James    |
| 5  | Scozia (bandiera)               | D     | Graham Hutchinson |
| 6  | Algeria (bandiera)              | C     | Hamza Bencherif   |
| 7  | Inghilterra (bandiera)          | A     | Danny Hattersley  |
| 8  | Bosnia ed Erzegovina (bandiera) | C     | Dino Fazlic       |
| 9  | Inghilterra (bandiera)          | A     | Jordan Burrow     |
| 11 | Inghilterra (bandiera)          | C     | Sam Walker        |
| 12 | Galles (bandiera)               | A     | Richard Peniket   |

| N. |                        | Ruolo | Calciatore     |
| -- | ---------------------- | ----- | -------------- |
| 14 | Inghilterra (bandiera) | D     | Matty Brown    |
| 15 | Inghilterra (bandiera) | D     | Kevin Roberts  |
| 16 | Inghilterra (bandiera) | C     | Jake Hibbs     |
| 17 | Inghilterra (bandiera) | C     | Josh MacDonald |
| 21 | Inghilterra (bandiera) | A     | Sam Hillhouse  |
| 23 | Inghilterra (bandiera) | P     | Sam Johnson    |
| 24 | Inghilterra (bandiera) | C     | Connor Hughes  |
| 26 | Inghilterra (bandiera) | P     | Kyle Trennery  |
| 27 | Inghilterra (bandiera) | P     | Matt Glennon   |
| 33 | Inghilterra (bandiera) | C     | Tommy Miller   |
| 35 | Inghilterra (bandiera) | C     | Nicky Wroe     |